# Werner Schiewek
Werner Schiewek (* 1959 in  Kiel) ist ein deutscher evangelischer Theologe. Er war Dozent für Ethik im Polizeiberuf an der Deutschen Hochschule der Polizei und Landespolizeipfarrer der Evangelischen Kirche von Westfalen.

## Leben
Werner  Schiewek studierte Evangelische Theologie mit den Schwerpunkten Ethik, Kirchen- und Religionssoziologie an der Universität Hamburg und der Westfälischen Wilhelms-Universität in Münster. Nach dem 1. Theologischen Examen  im Jahre 1988 war er bis 1993 Wissenschaftlicher Mitarbeiter am Institut für Christliche Gesellschaftswissenschaften bei Karl-Wilhelm Dahm an der  Evangelisch-Theologischen Fakultät der WWU in Münster. Von 1993 bis 1995 absolvierte Schiewek ein Vikariat an der evangelischen Paul-Gerhardt-Kirchengemeinde in Kiel-Dietrichsdorf, das er mit dem 2. Theologischen Examen abschloss. Anschließend war er Pastor an der  Martin Luther King-Kirchengemeinde im Hamburger Stadtteil Steilshoop. 
Von 2001 bis 2023 war Schiewek Lehrbeauftragter des Rates der Evangelischen Kirche in Deutschland (EKD) für Ethik im Polizeiberuf an der Deutschen Hochschule der Polizei (DHPol) in Münster-Hiltrup und Landespolizeipfarrer der Evangelischen Kirche von Westfalen (EKvW) (vgl. Polizeiseelsorge). Seit 2024 ist er im Ruhestand.

## Forschung
Zu den Schwerpunkten von Schieweks wissenschaftlicher Arbeit zählen Fragen der
- Ethiktheorie und Ethikdidaktik (vgl. Ethik),
- angewandten Ethik, insbesondere der Organisationsethik im Bereich der Polizei (Polizeiethik bzw. polizeiliche Berufsethik; vgl. dazu auch Polizeikultur),
- Polizeiseelsorge.